# Wąwozy
Wąwozy – część miasta Nałęczowa w Polsce położona w województwie lubelskim, w powiecie puławskim. Leży w północnej części miasta, w rejonie ulicy Spółdzielczej.